# Olympische Geschichte Eritreas
| Gelbes Symbol für Goldmedaillen mit stilisierten Olympischen Ringen | Graues Symbol für Silbermedaillen mit stilisierten Olympischen Ringen | Braundes Symbol für Bronzemedaillen mit stilisierten Olympischen Ringen |
| ------------------------------------------------------------------- | --------------------------------------------------------------------- | ----------------------------------------------------------------------- |
| —                                                                   | —                                                                     | 1                                                                       |

Eritrea, dessen NOK, das Eritrean National Olympic Committee, 1996 gegründet wurde, schickt seit 2000 Sportler zu den Olympischen Sommerspielen. 2018 nahm erstmals ein Wintersportler des Landes an Olympischen Winterspielen teil.

## Übersicht

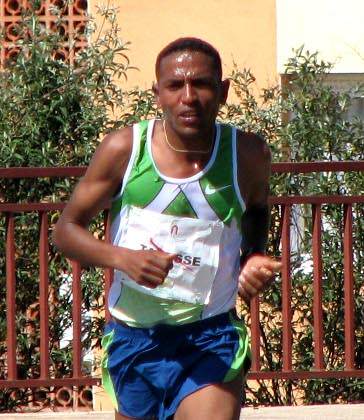
Zersenay Tadesse (Foto von 2007) ist der bislang einzige Medaillengewinner Eritreas

Zwischen 1956 und 1992 waren eritreische Sportler Teil der äthiopischen Olympiamannschaften. 1993 wurde der ostafrikanische Staat unabhängig, erst 1996 wurde das NOK Eritreas vom IOC anerkannt. Die erste Teilnahme eritreischer Sportler fand bei den Olympischen Spielen 2000 in Sydney statt.
Der erste Olympionike Eritreas war am 22. September 2000 Yonas Kifle im 10.000-Meter-Lauf. Am gleichen Tag ging mit Nebiat Habtemariam im 5000-Meter-Lauf auch die erste Frau Eritreas an den Start.
2004 in Athen gab es eine Finalteilnahme in der Leichtathletik. Über 5000 m wurde Zersenay Tadesse Siebter. Im 10.000-Meter-Rennen, das ohne Vorrunde absolviert wurde, wurde Yonas Kifle 16., während Tadesse mit Bronze die erste olympische Medaille für sein Land gewann.
2008 in Peking gingen, wie schon 2000 und 2004, nur Leichtathleten an den Start. Über 5000 m wurde Kidane Tadesse, der Bruder des Medaillengewinners von Athen, im Finale Zehnter. Sein Bruder konnte über 10.000 m diesmal Platz 5 erzielen, Kidane wurde Zwölfter. Im Marathonlauf der Männer erzielte Yared Asmerom mit Platz 8 eine Topplatzierung.
Bei den Spielen in London 2012 wurde erstmals ein Radsportler eingesetzt. Vordere Platzierungen gab es diesmal nur über 10.000 m. Zersenay Tadesse wurde Sechster, sein Mannschaftskamerad Teklemariam Medhin Siebter.
In Rio de Janeiro 2016 erreichte Abrar Osman das Finale über 5000 m und wurde Zehnter. Bei seiner vierten Teilnahme an Olympischen Spielen konnte Zersenay Tadesse über 10.000 m Platz 8 belegen, Nguse Tesfaldet wurde Neunter. Knapp an einer Medaille vorbei lief im Marathon Ghirmay Ghebreslassie, der als Vierter die Bronzemedaille um knapp eine Minute verpasste.
Bei den Winterspielen 2018 nahm mit dem Skirennfahrer Shannon-Ogbani Abeda erstmals ein Athlet Eritreas an Winterspielen teil.
In Tokio 2020 nahm erstmals ein eritreischer Sportler in den Schwimmwettbewerben teil. Den besten Rang erreichte der Hindernisläufer Yemane Haileselassie – er wurde Fünfter.

## Übersicht der Teilnehmer

### Sommerspiele
| Jahr      | Athleten                                                               | Athleten                                                               | Athleten                                                               | Sportarten                                                             | Sportarten                                                             | Sportarten                                                             | Medaillen                                                              | Medaillen                                                              | Medaillen                                                              | Medaillen                                                              | Medaillen                                                              |
| Jahr      | Gesamt                                                                 |                                                                        |                                                                        |                                                                        |                                                                        |                                                                        |                                                                        |                                                                        |                                                                        | Medaillen – Gesamt                                                     | Rang                                                                   |
| --------- | ---------------------------------------------------------------------- | ---------------------------------------------------------------------- | ---------------------------------------------------------------------- | ---------------------------------------------------------------------- | ---------------------------------------------------------------------- | ---------------------------------------------------------------------- | ---------------------------------------------------------------------- | ---------------------------------------------------------------------- | ---------------------------------------------------------------------- | ---------------------------------------------------------------------- | ---------------------------------------------------------------------- |
| 1896–1952 | nicht teilgenommen                                                     | nicht teilgenommen                                                     | nicht teilgenommen                                                     | nicht teilgenommen                                                     | nicht teilgenommen                                                     | nicht teilgenommen                                                     | nicht teilgenommen                                                     | nicht teilgenommen                                                     | nicht teilgenommen                                                     | nicht teilgenommen                                                     | nicht teilgenommen                                                     |
| 1956–1992 | Eritreische Sportler nahmen als äthiopische Mannschaftsmitglieder teil | Eritreische Sportler nahmen als äthiopische Mannschaftsmitglieder teil | Eritreische Sportler nahmen als äthiopische Mannschaftsmitglieder teil | Eritreische Sportler nahmen als äthiopische Mannschaftsmitglieder teil | Eritreische Sportler nahmen als äthiopische Mannschaftsmitglieder teil | Eritreische Sportler nahmen als äthiopische Mannschaftsmitglieder teil | Eritreische Sportler nahmen als äthiopische Mannschaftsmitglieder teil | Eritreische Sportler nahmen als äthiopische Mannschaftsmitglieder teil | Eritreische Sportler nahmen als äthiopische Mannschaftsmitglieder teil | Eritreische Sportler nahmen als äthiopische Mannschaftsmitglieder teil | Eritreische Sportler nahmen als äthiopische Mannschaftsmitglieder teil |
| 1996      | nicht teilgenommen                                                     | nicht teilgenommen                                                     | nicht teilgenommen                                                     | nicht teilgenommen                                                     | nicht teilgenommen                                                     | nicht teilgenommen                                                     | nicht teilgenommen                                                     | nicht teilgenommen                                                     | nicht teilgenommen                                                     | nicht teilgenommen                                                     | nicht teilgenommen                                                     |
| 2000      | 3                                                                      | 2                                                                      | 1                                                                      | 3                                                                      |                                                                        |                                                                        |                                                                        |                                                                        |                                                                        |                                                                        |                                                                        |
| 2004      | 4                                                                      | 3                                                                      | 1                                                                      | 4                                                                      |                                                                        |                                                                        |                                                                        |                                                                        | 1                                                                      | 1                                                                      | 71                                                                     |
| 2008      | 10                                                                     | 8                                                                      | 2                                                                      | 10                                                                     |                                                                        |                                                                        |                                                                        |                                                                        |                                                                        |                                                                        |                                                                        |
| 2012      | 12                                                                     | 11                                                                     | 1                                                                      | 11                                                                     | 1                                                                      |                                                                        |                                                                        |                                                                        |                                                                        |                                                                        |                                                                        |
| 2016      | 12                                                                     | 11                                                                     | 1                                                                      | 11                                                                     | 1                                                                      |                                                                        |                                                                        |                                                                        |                                                                        |                                                                        |                                                                        |
| 2020      | 13                                                                     | 8                                                                      | 5                                                                      | 9                                                                      | 3                                                                      | 1                                                                      |                                                                        |                                                                        |                                                                        |                                                                        |                                                                        |
| 2024      | 11                                                                     | 8                                                                      | 3                                                                      | 8                                                                      | 1                                                                      | 2                                                                      |                                                                        |                                                                        |                                                                        |                                                                        |                                                                        |
| Gesamt    | Gesamt                                                                 | Gesamt                                                                 | Gesamt                                                                 | Gesamt                                                                 | Gesamt                                                                 | Gesamt                                                                 | 0                                                                      | 0                                                                      | 1                                                                      | 1                                                                      |                                                                        |

### Winterspiele
| Jahr      | Athleten           | Athleten           | Athleten           | Sportarten         | Medaillen          | Medaillen          | Medaillen          | Medaillen          | Medaillen          |
| Jahr      | Gesamt             |                    |                    |                    |                    |                    |                    | Medaillen – Gesamt | Rang               |
| --------- | ------------------ | ------------------ | ------------------ | ------------------ | ------------------ | ------------------ | ------------------ | ------------------ | ------------------ |
| 1924–2014 | nicht teilgenommen | nicht teilgenommen | nicht teilgenommen | nicht teilgenommen | nicht teilgenommen | nicht teilgenommen | nicht teilgenommen | nicht teilgenommen | nicht teilgenommen |
| 2018      | 1                  | 1                  | 0                  | 1                  |                    |                    |                    |                    |                    |
| 2022      | 1                  | 1                  | 0                  | 1                  |                    |                    |                    |                    |                    |
| Gesamt    | Gesamt             | Gesamt             | Gesamt             | Gesamt             | 0                  | 0                  | 0                  | 0                  |                    |

## Liste der Medaillengewinner

### Goldmedaillen
Bislang (Stand August 2024) keine Goldmedaillen

### Silbermedaillen
Bislang (Stand August 2024) keine Silbermedaillen

### Bronzemedaillen
| Name            | Spiele     | Sportart       | Disziplin |
| --------------- | ---------- | -------------- | --------- |
| Zersenay Tadese | 2004 Athen | Leichtathletik | 10.000 m  |

## Medaillen nach Sportart
| Sportart       | Gold | Silber | Bronze | Gesamt |
| Leichtathletik | 0    | 0      | 1      | 1      |
| Gesamt         | 0    | 0      | 1      | 1      |